# Emilia Mernes

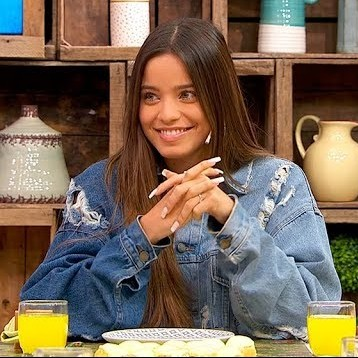
Emilia Mernes (2019)

María Emilia Mernes Rueda (* 29. Oktober 1996 in Nogoyá, Provinz Entre Ríos), meist einfach nur Emilia, ist eine argentinische Reggaeton- und Popsängerin und Songwriterin.

## Leben
Emilia Mernes wurde am 29. Oktober 1996 in Nogoyá, Argentinien, geboren. 2016 wurde sie eine neue Sängerin der uruguayischen Cumbia-Gruppe Rombai. Sie begann ihre Karriere als Solosängerin im Jahr 2019 mit der Veröffentlichung ihrer ersten Single Recalienta. Es folgte eine Reihe von Singles, die in Argentinien und dem Rest Südamerikas erfolgreich waren. 2021 spielte sie in der Serie Verschlungene Wege als Sängerin Sofía mit. 2022 erschien ihr Debütalbum Tú crees en mí? Mit dem Song En la intimidad (mit Callejero Fino & Big One) erreichte sie 2023 in Argentinien Platz 1.

## Diskografie

### Alben
| Jahr | Titel Musiklabel                 | Höchstplatzierung, Gesamtwochen, AuszeichnungChartsChartplatzierungen (Jahr, Titel, Musiklabel, Platzierungen, Wochen, Auszeichnungen, Anmerkungen) | Anmerkungen                            |
| Jahr | Titel Musiklabel                 | ES | Anmerkungen                            |
| ---- | -------------------------------- | --- | -------------------------------------- |
| 2022 | Tú crees en mí? Sony Music Latin | ES49 (18 Wo.)ES | Erstveröffentlichung: 31. Mai 2022     |
| 2023 | .mp3 Sony Music Latin            | ES9 Gold · (84 Wo.)ES | Erstveröffentlichung: 3. November 2023 |
| 2025 | Perfectas Sony Music Latin       | ES32 (… Wo.)ES | Erstveröffentlichung: 31. Juli 2025    |

### Singles
| Jahr | Titel Album                          | Höchstplatzierung, Gesamtwochen, AuszeichnungChartplatzierungen (Jahr, Titel, Album, Platzierungen, Wochen, Auszeichnungen, Anmerkungen) | Höchstplatzierung, Gesamtwochen, AuszeichnungChartplatzierungen (Jahr, Titel, Album, Platzierungen, Wochen, Auszeichnungen, Anmerkungen) | Anmerkungen                                                                                                 |
| Jahr | Titel Album                          | ES | Latin | Anmerkungen                                                                                                 |
| ---- | ------------------------------------ | --- | --- | --- |
| 2021 | Como si no importara Tú crees en mí? | ES88 ×2Doppelplatin · (3 Wo.)ES | Latin— GoldLatin | Erstveröffentlichung: 13. Juli 2021 feat. Duki                                                              |
| 2022 | Quieres –                            | ES20 ×3Dreifachplatin · (31 Wo.)ES | — | Erstveröffentlichung: 21. Juli 2022 mit Aitana & Ptazeta                                                    |
| 2023 | No_se_ve.mp3 .mp3                    | ES13 ×4Vierfachplatin · (49 Wo.)ES | Latin— GoldLatin | Erstveröffentlichung: 3. Mai 2023 feat. Ludmilla & Zecca                                                    |
| 2023 | Los del espacio –                    | ES3 ×6Sechsfachplatin · (46 Wo.)ES | — | Erstveröffentlichung: 1. Juni 2023 mit Lit Killah, Tiago PZK, Maria Becerra, Duki, Rusherking, BigOne & FMK |
| 2023 | GTA.mp3 .mp3                         | ES62 Gold · (3 Wo.)ES | Latin— GoldLatin | Erstveröffentlichung: 7. September 2023                                                                     |
| 2023 | La_Original.mp3 .mp3                 | ES8 ×4Vierfachplatin · (52 Wo.)ES | Latin— PlatinLatin | Erstveröffentlichung: 2. November 2023 feat. Tini                                                           |
| 2024 | Jet_Set.mp3 .mp3                     | ES58 (2 Wo.)ES | — | Erstveröffentlichung: 11. Januar 2024 feat. Nathy Peluso                                                    |
| 2024 | Perdonarte ¿Para Qué? –              | ES85 Gold · (3 Wo.)ES | Latin35 (3 Wo.)Latin | Erstveröffentlichung: 23. Mai 2024 mit Los Ángeles Azules                                                   |
| 2024 | La_Playlist.mpeg –                   | ES39 Gold · (4 Wo.)ES | — | Erstveröffentlichung: 20. Juni 2024                                                                         |
| 2024 | Noviogangsta <3 –                    | ES92 (1 Wo.)ES | — | Erstveröffentlichung: 12. Oktober 2024                                                                      |
| 2025 | Bunda Perfectas                      | ES83 (2 Wo.)ES | — | Erstveröffentlichung: 20. Februar 2025 feat. Luísa Sonza                                                    |
| 2025 | Blackout Perfectas                   | ES8 Platin · (… Wo.)ES | — | Erstveröffentlichung: 25. März 2025 feat. Tini & Nicki Nicole                                               |

Weitere Singles
- 2019: Recalienta
- 2019: No soy yo (mit Darell)
- 2019: Billion
- 2020: Policía
- 2020: No más
- 2020: Já è tarde (mit Bianca)
- 2020: Bendición (mit Alex Rose)
- 2021: Perreito salvaje (mit Boza)
- 2021: Rápido lento (mit Tiago PZK, US: Gold (Latin))
- 2022: Cuatro vente (US: Gold (Latin))
- 2022: Intoxicao (feat. Nicki Nicole, ES: Gold, US: Gold (Latin))
- 2022: Esto recién empieza (mit Duki, ES: Gold)
- 2023: En la intimidad (mit Callejero Fino & Big One, ES: Gold)
- 2023: Jagger.mp3 (ES: Gold)

### Gastbeiträge
| Jahr | Titel Album        | Höchstplatzierung, Gesamtwochen, AuszeichnungChartplatzierungen (Jahr, Titel, Album, Platzierungen, Wochen, Auszeichnungen, Anmerkungen) | Höchstplatzierung, Gesamtwochen, AuszeichnungChartplatzierungen (Jahr, Titel, Album, Platzierungen, Wochen, Auszeichnungen, Anmerkungen) | Anmerkungen                                                                        |
| Jahr | Titel Album        | ES | Latin | Anmerkungen                                                                        |
| ---- | ------------------ | --- | --- | ---------------------------------------------------------------------------------- |
| 2024 | Una foto (Remix) – | ES6 ×2Doppelplatin · (24 Wo.)ES | — | Erstveröffentlichung: 5. Januar 2024 Mesita, Nicki Nicole & Tiako Pzk feat. Emilia |
| 2024 | Alegría Gotti A    | ES42 Gold · (1 Wo.)ES | Latin— GoldLatin | Erstveröffentlichung: 8. August 2024 Tiago PZK feat. Anitta & Emilia               |
| 2024 | Carita triste –    | ES6 Platin · (19 Wo.)ES | — | Erstveröffentlichung: 30. August 2024 Ana Mena feat. Emilia                        |

Weitere Gastbeiträge
- 2019: El chisme (mit Ana Mena, Nio García & Emilia)
- 2019: Boomshakalaka (mit Dimitri Vegas & Like Mike, Afro Bros, Sebastián Yatra & Camilo)
- 2020: Histeriqueo (mit MYA)
- 2020: Esta noche (mit Fmk & Estani)

## Auszeichnungen für Musikverkäufe
| Goldene Schallplatte - Mexiko - 2024: für die Single Como si no importara - 2025: für die Single Intoxicao - Spanien - 2024: für das Lied Exclusive.mp3 |

Anmerkung: Auszeichnungen in Ländern aus den Charttabellen bzw. Chartboxen sind in ebendiesen zu finden.
| Land/RegionAuszeichnungen für Musikverkäufe (Land/Region, Auszeichnungen, Verkäufe, Quellen) | Gold       | Platin       | Verkäufe  | Quellen             |
| -------------------------------------------------------------------------------------------- | ---------- | ------------ | --------- | ------------------- |
| Mexiko (AMPROFON)                                                                            | 2× Gold2   | —            | 140.000   | amprofon.com.mx     |
| Spanien (Promusicae)                                                                         | 10× Gold10 | 23× Platin23 | 1.710.000 | elportaldemusica.es |
| Vereinigte Staaten (RIAA)                                                                    | 7× Gold7   | Platin1      | 450.000   | riaa.com            |
| Insgesamt                                                                                    | 19× Gold19 | 24× Platin24 |           |                     |

## Filmografie
- 2021: Verschlungene Wege (Entrelazados, Fernsehserie, 10 Folgen)[8]